# Laila Halme
Laila Sinikka Halme, nata Soppi (Jääski, 4 marzo 1934 – Tampere, 28 novembre 2021), è stata una cantante finlandese.
Ha partecipato all'Eurovision Song Contest 1963 con il brano Muistojeni Laulu, in rappresentanza della Finlandia, classificandosi tuttavia all'ultimo posto, a pari merito con altri tre artisti.